# La casa del sogno
La casa del sogno (The Dog House) è un film del 1952 diretto da William Hanna e Joseph Barbera. È il settantaduesimo cortometraggio animato della serie Tom & Jerry, prodotto dalla Metro-Goldwyn-Mayer e uscito negli Stati Uniti il 29 novembre 1952. Il cortometraggio è ispirato dal film La casa dei nostri sogni di Henry C. Potter.

## Trama
Spike sta costruendo la sua nuova cuccia in giardino, ma poco dopo Tom e Jerry inseguendosi gliela distruggono. Spike allora minaccia Tom dicendogli che se lo disturberà ancora gli darà una lezione, dopodiché Spike lancia fuori Tom, che poco dopo si rimette a inseguire Jerry. Spike tenta di costruire la sua cuccia (a volte finendola) diverse volte, ma ogni volta Tom e Jerry gliela distruggono in vari modi. Alla fine Tom prova a catturare Jerry con un lazo facendolo passare da un buco sullo steccato, ma Jerry riesce a liberarsi e mette il lazo attorno alla cuccia di Spike (che sta dormendo all'interno). Tom trascina Spike e la sua cuccia addosso allo steccato distruggendola, poi tira fuori Spike attraverso il buco tirando la corda; resosi conto dell'errore Tom prova a fuggire, ma Spike lo acchiappa per la coda e lo fa sbattere più volte contro lo steccato. Nel finale Spike e Jerry consultano il progetto della cuccia, e Tom è costretto a costruirla mentre Spike lo prende a frustate.